# Попівка (Новоукраїнський район)
Попі́вка (МФА: [popiŭka] ( прослухати)) — село в Україні, у Тишківській сільській громаді Новоукраїнського району Кіровоградської області. Населення становить 65 осіб.

## Населення
Згідно з переписом УРСР 1989 року чисельність наявного населення села становила 65 осіб, з яких 31 чоловік та 34 жінки.
За переписом населення України 2001 року в селі мешкало 65 осіб.

### Мова
Розподіл населення за рідною мовою за даними перепису 2001 року:
| Мова       | Відсоток |
| ---------- | -------- |
| українська | 98,46 %  |
| російська  | 1,54 %   |